# Kétújfalu
Kétújfalu is een plaats (község) en gemeente in het Hongaarse comitaat Baranya. Kétújfalu telt 723 inwoners (2005).